# Jonathan Hyde
Jonathan Hyde, född 21 maj 1948 i Brisbane, är en brittisk-australisk skådespelare. Hyde har även ofta verkat i USA. Han har medverkat i flera stora filmer, som Jumanji, Titanic och Mumien.

## Filmografi i urval
- Phoelix (1980) - Napier
- An Indecent Obsession (1985) - Neil Parkinson
- Caravaggio (1986) - Baglione
- Being Human (1993) - Francisco
- The Memoirs of Sherlock Holmes (1994) (TV-serie)
- Deadly Advice (1994) - George Joseph Smith
- Richie Rich (1994) - Herbert Arthur Runcible Cadbury
- Jumanji (1995) - Van Pelt/Sam Parrish
- Anaconda (1997) - Warren Westridge
- Titanic (1997) - Bruce Ismay
- Mumien (1999) - Dr Allen Chamberlain
- The Contract (2006) - Turner
- Trolljakten (2016) - Walter Strickler (röst)
- Breathe (2017)
- En engelsk skandal (2018) (TV-serie)
- 2024 – Brutalisten